# David II d'Artanudji-Calarzene
David II d'Artanudji-Calarzene (mort l'any 993) fou un príncep georgià d'Artanudji-Calarzene que va regnar de 988 a 993.
David Bagration era el fill gran de Sumbat II, príncep d' Artanudji-Calarzene. Va succeir al seu pare en el moment de la mort d'aquest l'any 988 i va regnar fins a la seva pròpia mort, que va sobrevenir bruscament el 993.
Sense fills, l'herència va recaure en els seus nebots, els fills del seu germà Bagrat (mort l'any 988), anomenats Gurguèn de Klarjètia i Sumbat de Klarjètia, que el van succeir.